# La Magie noire (Magritte)
Pour les articles homonymes, voir Magie noire.
La Magie noire est un tableau réalisé par le peintre belge René Magritte en 1945. Cette huile sur toile surréaliste représente une femme nue debout devant un paysage marin, la partie supérieure de son corps adoptant la couleur bleue du ciel au-dessus de l'horizon. Partie des collections des musées royaux des Beaux-Arts de Belgique, l'œuvre est conservée au musée Magritte, à Bruxelles.